# La Ville monstre
La Ville monstre est un roman policier historique et d'anticipation de Bob Garcia, paru en 2007. Les deux personnages principaux sont la ville de Londres et un couteau qu'utilisent à tour de rôle les divers personnages des 13 histoires qui composent le roman. Le titre fait référence au surnom donné par Lord Byron à la ville de Londres. Les récits s'étalent de la fondation de Londres à des temps futurs, mêlant personnages réels (Mary Shelley, Judith Dufour...) et imaginaires (Jack l'Eventreur, Guillaume de Baskerville...).

## Résumé
Chap. 1 : Londinos
La légende de la fondation de la ville, aux temps archaïques : Londinos parvient à s'échapper du massacre de tous les habitants de son village. Recueilli par une autre tribu, il décide d'établir une ville mieux protégée des attaques ennemies.
Chap. 2 : Arminia
En 150 ap JC, Londinium est sous occupation romaine. Arminia, jeune esclave, se venge des atrocités commises par son maître Caïus Gracchus.
Chap. 3 : Adélaïde
Frère Guillaume de Baskerville, aidé de son fidèle Adso de Melk, sauve la jeune Adélaïde souffrant d'épilepsie mais accusée de sorcellerie et condamnée au bûcher, en raison des superstitions fréquentes au Moyen Âge.
Chap. 4 : Saint-Paul
Un homme se réveille amnésique dans une rue de Londres, à côté d'une prostituée assassinée. Commence alors une quête de son identité, des bas-fonds à Bedlam.
Chap. 5 : Clock
Une grande épidémie de peste ravage la ville en 1666, aggravée par des pillages et des émeutes. Le sieur Clock se rend en ville et ce dont il est témoin inquiète les autorités. Décision est prise d'allumer des incendies pour éviter une trop grande propagation. Ce sera le Grand incendie de Londres...
Chap. 6 : Judith
La longue dérive de Judith Dufour, de la prostitution à l'infanticide.
Chap. 7 : Bow
Lilian Bow est enfermé à Newgate et doit être pendu le lendemain. Mais il profite des émeutes déclenchées par Lord George Gordon pour s'échapper et régler quelques comptes et retrouver sa famille.
Chap. 8 : Mary
La rencontre entre Mary Godwin et Percy Shelley et comment, devenue Mary Shelley, l'idée d'écrire son roman Frankenstein.
Chap. 9 : Albert et Léonide
Début du XXe siècle, Londres est devenue une capitale financière. Affaires de gros sous, machination et règlement de comptes dans les hautes sphères...
Chap. 10 : Edward et Emily
Les tribulations d'enfants pendant le Blitz.
Chap. 11 : Nelson
Clochards, junkies et punks dans le Londres des laissés-pour-compte de l'administration Thatcher dans les années 1980.
Chap. 12 : Jack
En 3076, Alan s'est entraîné dur pour obtenir le droit à voyager dans le passé : il désire en effet connaître la véritable identité de Jack l'Éventreur. Mais tout ne se passe pas comme prévu...
Chap. 13 : Allison
En 2007, lors de travaux de rénovation du musée, une jeune archéologue stagiaire met la main sur un étrange couteau, d'aspect très ancien, portant une inscription : Londinos...